# Аравийский тар
Аравийский тар (лат. Arabitragus jayakari) — обитающий на Аравийском полуострове вид парнокопытных животных подсемейства козьих.

## Систематика
Традиционно аравийский тар относится к одному из трёх видов рода таров, к которому также принадлежат гималайский тар и нилгирийский тар. Однако являются ли тары естественной родственной группой —  предмет споров среди учёных, по результатам исследований 2005 года род таров разделён на монотипичные роды Hemitragus (гималайский тар), Arabitragus (аравийский тар) и Nilgiritragus (нилгирийский тар).

## Описание
Как и остальные тары, аравийский тар внешне подобен остальным представителям семейства козьих. Однако вес его не превышает 23 килограммов, что делает аравийского тара самым мелким видом среди таров. Животное это плотного телосложения, с крепкими ногами и широкими, хорошо подходящими для лазания по скалам, копытами. Шерсть аравийского тара растёт по всему телу, она длинная и слегка кучерявая, рыже-коричневого цвета. Вдоль спины животного по его шерсти тянется тёмная полоса. На шее у него грива, на передних ногах шерсть также несколько длиннее, чем в других местах и растёт пучками. И у самцов, и у самок голову украшают пара загнутых назад рогов; у самцов рога длиннее и толще, чем у самок.

## Ареал и повадки
Аравийский тар обитает только в одном регионе Земли — это горный район Хаджар на Аравийском полуострове, находящийся на территории султаната Оман, и, частично, в ОАЭ. Животные живут в условиях засушливого климата, среди горных скал на высотах до 1800 метров.
Аравийские тары ведут сумеречный и ночной образ жизни. Питаются они растительной пищей — листьями, травой и плодами. В отличие от многих других видов животных, обитающих в засушливой зоне, аравийские тары должны периодически посещать источники для водопоя. В отличие от других видов семейства козьих, они живут не стадами, а как одиночки — в некоторых случаях также небольшими семьями, состоящими из самки с детёнышами или самца, самки и детёныша. Также в отличие от других парнокопытных, аравийские тары метят (мочой, выделениями желёз, царапинами на скалах) и охраняют от сородичей территорию, которую считают своей. О размножении этих животных мало известно. Брачный период их не имеет конкретной привязки к временам года, беременность самок длится от 140 до 145 дней.

## Угроза исчезновения
Главные угрозы для существования аравийского тара представляют собой конкуренция со стороны одичавших домашних коз, разрушение их традиционной среды обитания и браконьерство. Так как эти животные вынуждены постоянно приходить к немногим источникам в горах на водопой, они становятся лёгкой добычей браконьеров. В 1975 году часть горного региона Хаджар в Омане была объявлена заповедным, в 2009 году в ОАЭ создан заповедник Вади-Вурайя — с целью сохранения живущих в этой стране аравийских таров. Согласно Красной книге, этот вид животных находится на грани вымирания (таксоны под угрозой исчезновения (EN), endangered). Для сохранения аравийских таров в Омане и ОАЭ разработаны и проводятся специальные программы[какие?] по сохранению их популяции. Общая численность популяции этого представителя козьих сегодня не превышает 2000 особей.